# Free State Stadium
Le Free State Stadium, connu aussi sous le nom de Vodacom Park Stadium, est un stade situé à Bloemfontein (Afrique du Sud). Il est consacré au rugby à XV et au football.

## Histoire
Le stade est situé à 2 kilomètres du centre de Bloemfontein. Il est utilisé principalement par les Central Cheetahs qui disputent le Super 14 et par les Free State Cheetahs qui participent à la Currie Cup. Le Free State Stadium est également le lieu de résidence des Bloemfontein Celtics, une équipe de football évoluant en Premier Soccer League. 
C'est un des stades retenus pour la coupe du monde de football de 2010. Pour cet évènement la capacité du stade a été portée à 48 000 spectateurs. Des modifications ont été apportées pour qu'il remplisse les critères d'acceptation de la FIFA.
Il a déjà été utilisé pour de grands évènements sportifs, tels que la Coupe du monde de rugby en 1995 (phase de groupes), la Coupe d'Afrique des nations en 1996 (phase de groupes et quarts de finale) et la Coupe des confédérations en 2009 pour laquelle le stade avait déjà été rénové et sa capacité avait été portée de 37 160 à 40 911 places assises. Lors de la coupe des confédérations, ce stade a accueilli la demi-finale entre l'Espagne et les États-Unis remporté à la surprise générale par les américains. 

## Coupe du monde de football de 2010
Le Free State Stadium a accueilli 6 matchs lors de la Coupe du monde dont un huitième de finale.
Les matchs suivants s'y sont déroulés :

### Premier tour
- 14 juin 2010 :  Japon 1-0 Cameroun
- 17 juin 2010 :  Grèce 2-1 Nigeria
- 20 juin 2010 :  Slovaquie 0-2 Paraguay
- 22 juin 2010 :  France 1-2 Afrique du Sud
- 25 juin 2010 :  Suisse 0-0 Honduras

### Huitièmes de finale
- 27 juin 2010 :  Allemagne 4-1 Angleterre